# دهستان زرینه
دهستان زرینه نام دهستانی در بخش کرفتو شهرستان دیواندره، استان کردستان در ایران است. براساس سرشماری مرکز آمار ایران در سال ۱۳۸۵، جمعیت آن ۷۰۷۶ نفر (۱۳۶۶ خانوار) بوده‌است.